# Brajarajnagar
Brajarajnagar är en stad i den indiska delstaten Odisha, och tillhör distriktet Jharsuguda. Folkmängden uppgick till 80 403 invånare vid folkräkningen 2011.